# Fédération française des diabétiques
Pour les articles homonymes, voir FFD et AFD.
La Fédération française des diabétiques ou FFD (ou Association française des diabétiques ou AFD jusqu’en 2013) est une association de patients atteints de diabète qui accompagne, défend et informe les personnes diabétiques et leur entourage.

## Description
Créé le 25 mars 1938, par Maurice Paz et reconnue d'utilité publique le 3 décembre 1976,, elle regroupe une centaine d'associations et délégations sur le territoire national (métropole et DOM).

## Historique
Depuis 1952, la Fédération française des diabétiques fait partie de la Fédération internationale du diabète (en).
Depuis 2012, la Fédération organise chaque année une semaine nationale de dépistage des risques du diabète,,,,,,. Elle organise aussi chaque année en novembre des événements autour de la Journée mondiale du diabète, à Paris et partout en France.
En mars 2015, la Fédération lance le Diabète LAB, un living lab destiné à recueillir et affiner les besoins et les usages des patients diabétiques, cocréer les concepts de produits ou de services les plus adaptés à ces besoins identifiés, tester ces innovations auprès de patients volontaires de l’idée au prototype, et agréer les produits et services en adéquation avec les attentes des patients.

## Sources
1. ↑  Agnès Hartemann-Heurtier et René Frydman, « Le diabète », sur franceculture.fr, 4 avril 2013 (consulté le 13 octobre 2015)
2. 1 2 3  Anne Jeanblanc, « Les associations de diabétiques en colère », sur lepoint.fr, 22 février 2014 (consulté le 13 octobre 2015)
3. 1 2  « Mentions légales », sur afd.asso.fr (consulté le 22 novembre 2015)
4. ↑  « Présentation de la Fédération », sur federationdesdiabetiques.org (consulté le 1er janvier 2023)
5. ↑  (en) « Association Francaise des Diabetiques », sur idf.org (consulté le 13 octobre 2015)
6. ↑  Fanny Le Borgne, « L’Association française des diabétiques mobilise les Dalton », sur strategies.fr, 3 juin 2013 (consulté le 13 octobre 2015)
7. ↑  La rédaction d'Allodocteurs.fr, « Diabète : êtes-vous concerné(e) ? », sur francetvinfo.fr, 9 juin 2015 (consulté le 13 octobre 2015)
8. ↑  Matthieu Delacharlery, « Diabète : faites-vous partie des 700.000 malades sans le savoir ? », sur metronews.fr, 8 juin 2015 (consulté le 13 octobre 2015)
9. ↑  Alcyone Wemaere, « Ces 700.000 diabétiques qui s'ignorent », sur europe1.fr, 8 juin 2015 (consulté le 13 octobre 2015)
10. ↑  Céline Landreau et Bernard Poirette, « Le journal de 8h : 700.000 diabétiques s'ignorent en France », sur rtl.fr, 6 juin 2015 (consulté le 13 octobre 2015)
11. ↑  Gérard Raymond, « Un quart des diabétiques victimes de discriminations », sur humanite.fr, 3 mai 2013 (consulté le 13 octobre 2015)
12. ↑  Cécile Thibert, « 700.000 Français ignorent qu'ils sont diabétiques », sur lefigaro.fr, 5 juin 2015 (consulté le 13 octobre 2015)
13. ↑  « Diabète: 700.000 Français ignorent être malades », sur 20minutes.fr, 8 juin 2015 (consulté le 13 octobre 2015)
14. ↑  Hélia Hakimi-Prévot, « Innovation dans la prise en charge du diabète : les patients veulent avoir leur mot à dire », Le Quotidien du Médecin, no 9436,‎ 28 septembre 2015